# Stazione di Grosseto
La stazione di Grosseto è lo scalo ferroviario della ferrovia Tirrenica a servizio del capoluogo maremmano. La stazione è ubicata in piazza Marconi, in un'area semicentrale della città a nord rispetto al centro storico, dove si trova il capolinea di numerosi autobus urbani ed interurbani. Funge inoltre da capolinea per la ferrovia Grosseto-Siena.

## Storia
La stazione fu aperta il 15 luglio 1864 contestualmente all'apertura delle tratte Follonica–Grosseto e Grosseto–Orbetello, sezioni della Pisa–Livorno–Roma.

## Strutture e impianti

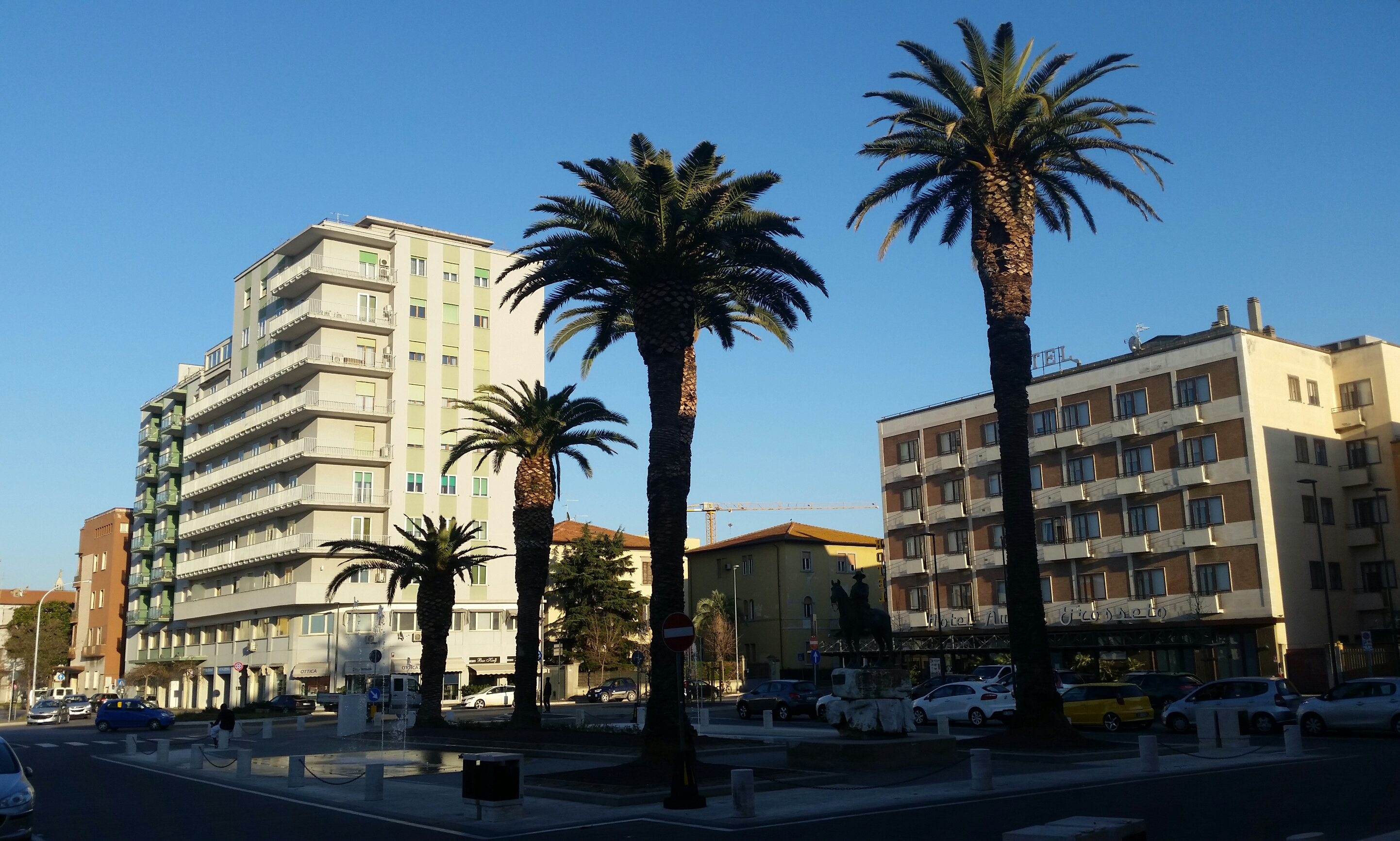
Piazza Guglielmo Marconi

### Architettura
Il fabbricato viaggiatori della stazione fu ricostruito alla fine della seconda guerra mondiale dopo la sua distruzione dovuta ai bombardamenti anglo-americani del 1943.
Il complesso si articola longitudinalmente sul lato occidentale della piazza, ed è caratterizzato da una pianta a T e da più corpi di fabbrica che si addossano tra loro, sviluppandosi su due livelli. Il prospetto principale si caratterizza al pian terreno per la presenza di cinque portali architravati con arco tondo, protetti da una pensilina che sporge dalla cordonatura che separa i due livelli del fabbricato. Lateralmente, si aprono portali di forma rettangolare che conducono, da una parte al bar e dall'altra alla sala di attesa. Lungo tutto il livello rialzato si aprono una serie di finestre di forma rettangolare, mentre nella parte centrale del prospetto principale è da rilevare la presenza di un orologio di forma quadrata, inserito nel coronamento sommitale. All'interno, nella sala d'accoglienza, si trova la raffigurazione pittorica delle Quattro stagioni (2003) dell'artista Daniel Schinasi.
Nell'antistante piazza Marconi è presente il monumento scultoreo raffigurante il buttero, realizzato nel 1953 dallo scultore Tolomeo Faccendi e collocato nella piazza nel 1971.

### Piazzale binari
Il piazzale è composto da cinque binari adibiti a servizio viaggiatori. La stazione dispone anche di un grande scalo merci.
La stazione si trova lungo la ferrovia Tirrenica, linea a doppio binario che collega Roma a Pisa e Genova. È inoltre capotronco dei treni diretti a Siena mediante la ferrovia Siena-Grosseto, a binario unico non elettrificato, che diverge poche centinaia di metri dopo la stazione di Montepescali, prima località in direzione nord. 
Lungo quest'ultima linea all'altezza di Monte Antico si dirama la Asciano-Monte Antico, impiegata come ferrovia turistica dall'associazione Ferrovia della Val d'Orcia (FVO) di FTI - Ferrovie Turistiche Italiane.
Presso la stazione è presente un posto di Polizia Ferroviaria.

## Movimento
La stazione è servita dalle relazioni regionali Trenitalia svolte nell'ambito del contratto di servizio stipulato con la Regione Toscana, denominato Memorario. 
La stazione è anche capolinea di alcuni treni provenienti da Roma Termini. Lo scalo è altresì raggiunto da relazioni a lunga percorrenza, svolte dalla medesima azienda.
Presso la stazione è attivo un servizio turistico periodico di FVO, denominato Trenonatura,  il quale impiega la Siena-Grosseto e la Asciano-Monte Antico, con fermate nelle varie stazioni ed escursioni a borghi e castelli medievali.

## Servizi

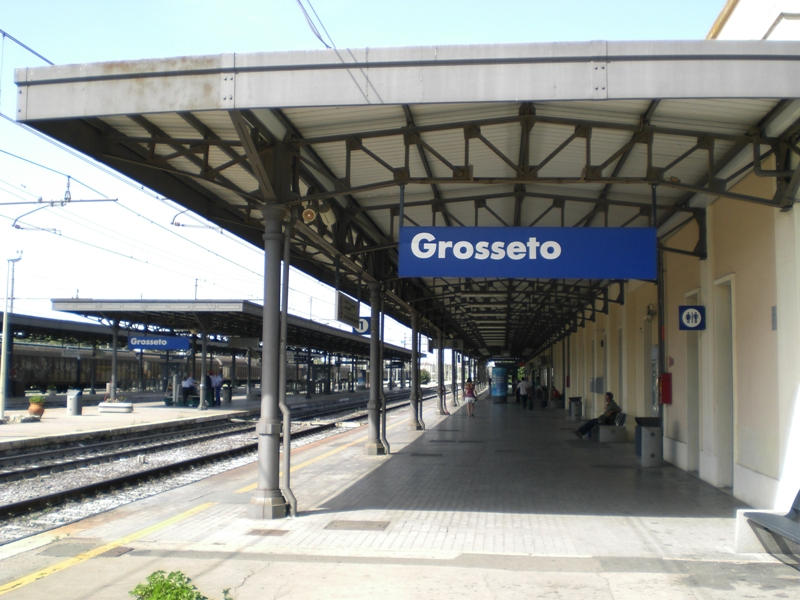
Veduta della stazione dai binari

La stazione è classificata da RFI come "Gold".
La stazione dispone dei seguenti servizi:
- Biglietteria a sportello
- Biglietteria automatica
- Sala d'attesa
- Servizi igienici
- Posto di Polizia ferroviaria
- Bar

## Interscambi
La stazione offre i seguenti interscambi:
- Stazione taxi
- Fermata autobus